# Teyzem
Pour plus de détails, voir Fiche technique et Distribution.
Teyzem (Ma tante) est un film turc réalisé par Halit Refiğ, sorti en 1986. 

## Synopsis
Un enfant de sept ans, Umur, doit vivre chez Semiha et Recep, la mère et le beau-père de sa mère, car son père Haşim est recherché en raison de ses opinions politiques. Umur découvre la vie de sa tante Üftade, qui étouffe dans la maison familiale. Elle tente de sortir de ce cadre en s'éprenant d'un ami de son frère, Erhan. Elle finit par faire un mariage malheureux avec un voisin, Basri.

## Fiche technique
- Titre : Teyzem
- Réalisation : Halit Refiğ
- Scénario : Ümit Ünal
- Photographie :
- Montage :
- Musique :
- Production :
- Société de production :
- Pays :  Turquie
- Genre : Film dramatique
- Durée : 101 minutes
- Dates de sortie : 1986

## Distribution
- Müjde Ar : Üftade
- Haldun Ergüvenç : Haşim
- Tomris Oğuzalp : Semiha
- Yaşar Alptekin : Erhan / Orhan (voix Levent Dönmez)
- Mehmet Akan : Recep (Üvey Baba)
- Necati Bilgiç : Niyazi (voix Erdal Tosun)
- Ayşe Demirel : Azade
- Serra Yılmaz : Şenay (la grande sœur de Basri)
- Ferit Ferman : Umur enfant
- Uğur Yücel : Basri (voix Osman Görgen)
- Kamuran İnselel
- Ümit İmer : Süleyman l'entrepreneur (voix Erhan Abir)
- Reha Kıral : Fitnat (Basri'nin annesi)
- Ali Demirel : un médecin
- Ümit Ünal : Umur adulte (voix Alev Sezer)
- Dilek Pakalın : Orhan'ın eşi
- Akif Kilman : Kasap İhsan
- Elif Turut : Fulya enfant
- Esra Çeşmeci : Fulya adulte
- Hakkı Üstün : un médecin

## Récompenses
- Prix de l'association des critiques de films turcs : prix du meilleur scénario pour Ümit Ünal[2]